# 세탤래 원로원
세탤래 원로원(핀란드어: Setälän senaatti 세탤랜 세나티[*])은 핀란드 대공국의 17번째 원로원내각이다. 9월 8일 토코이 원로원이 러시아 공화국에게 해산당하면서 사회민주당원들이 빠져나간 자리를 채워서 조각했다. 에밀 네스토르 세탤래가 총리격인 원로원장을 맡았다. 그 외에 원로로 입각한 사람은 아래 표와 같다.
핀란드가 러시아의 속령으로서 보낸 마지막 원로원이다. 10월 혁명이 일어나고 같은 해 11월 27일 핀란드가 독립을 선언하면서 세탤래 원로원은 해산하고, 스빈후부드 원로원이 성립되었다.
| 직책                                                      | 성명                 | 재임기간                         | 정당 | 정당          |
| --------------------------------------------------------- | -------------------- | -------------------------------- | ---- | ------------- |
| 원로원장 Senaatin puheenjohtaja                           | 에밀 네스토르 세탤래 | 1917년 9월–1917년 11월 27일      |      | 청년 핀란드당 |
| 법무국장 Oikeustoimituskunnan päällikkö                   | 안티 툴렌헤이모      | 1917년 9월–1917년 11월 27일      |      | 핀란드당      |
| 민사국장 Siviilitoimituskunnan päällikkö                  | 알란 세를라키우스    | 1917년 9월–1917년 11월 27일      |      | 핀란드당      |
| 국내국장 Kamaritoimituskunnan päällikkö                   | 루돌프 홀스티        | 1917년 9월-1917년 9월 17일       |      | 청년 핀란드당 |
| 국내국장 Kamaritoimituskunnan päällikkö                   | 하랄드 오커만        | 1917년 9월 17일-1917년 11월 27일 |      | 무소속        |
| 재무국장 Valtiovaraintoimituskunnan päällikkö             | 안티 툴렌헤이모      | 1917년 9월–1917년 11월 27일      |      | 핀란드당      |
| 종무교육국장 Kirkollis- ja opetustoimituskunnan päällikkö | 에밀 네스토르 세탤래 | 1917년 9월-1917년 11월 27일      |      | 청년 핀란드당 |
| 농경국장 Maanviljelystoimituskunnan päällikkö             | 퀴외스티 칼리오      | 1917년 9월-1917년 11월 27일      |      | 농업동맹      |
| 상공국장 Kauppa- ja teollisuustoimituskunnan päällikkö    | 레오 에른로트        | 1917년 9월-1917년 11월 27일      |      | 스웨덴인당    |
| 사회국장 Sosialitoimituskunnan päällikkö                  | 루돌프 홀스티        | 1917년 9월-1917년 11월 27일      |      | 청년 핀란드당 |

| 전임 토코이 원로원 | 제17대 핀란드 원로원 1917년 9월 8일-1917년 11월 27일 | 후임 제1차 스빈후부드 원로원 |